# Liebe möglicherweise
Liebe möglicherweise (auch Auf Reisen) ist ein österreichischer Episodenfilm aus dem Jahr 2016 von Michael Kreihsl. Die Premiere erfolgte am 30. August 2016 im Rahmen des Montreal World Film Festival in der Sektion World Greats. Die Österreich-Premiere erfolgte am 27. November 2016 am Theater in der Josefstadt, der Kinostart erfolgte in Österreich am 2. Dezember 2016. In Deutschland wurde der Film bei den Biberacher Filmfestspielen im November 2017 im Hauptwettbewerb gezeigt.

## Handlung
Fotograf Roland und seine Freundin, die Schauspielerin Leila, treffen in einem Café Rolands alten Freund Michael. Dieser verliebt sich in Leila. Nach einer Abendvorstellung sucht und findet er sie in einer Bar in der Nähe ihres Theaters, und sie beginnen eine Affäre. 
Allerdings ist Michael mit der Ärztin Monika verheiratet, die unglücklich über die Distanziertheit ihres Mannes ist. Sie kommt Roland näher und nach einer handfesten Szene in einem Café wird Michael aus der Wohnung geworfen, obwohl er einen Neuanfang hofft. Daran ändert auch nichts der Besuch bei der alten Tante in Italien, den Michael mit der Tochter Viktoria unternimmt.
Roland muss sich inzwischen um seinen einsamen Vater Walter kümmern, der seit dem Tod seiner Frau immer wieder erfolglos nach Wegen sucht, ihr in den Tod zu folgen. Nach einigen Überlegungen zur Waffenkunde fällt dieser tot um.
Der vierzehnjährige Martin ist einer von Monikas Patienten, er schwebt nach einem Verkehrsunfall in Lebensgefahr, seine Mutter bangt um sein Leben. Liebevoll widmet sich ihr Mamadou, ein Besucher des Krankenhauses, der sich später als Security-Mitarbeiter eines Ladens entpuppt. Er hatte Martin nach einem Diebstahl verfolgt, woraufhin es zu dem Unfall kam. Verzweifelt schmettert ihn die Mutter ab.

## Produktion
Die Dreharbeiten fanden im Mai und Juni 2015 statt, gedreht wurde in Wien, Italien und Tschechien. Unterstützt wurde der Film vom Österreichischen Filminstitut und dem Filmfonds Wien, beteiligt war der Österreichische Rundfunk. Produziert wurde der Film von Wega Film. Für den Ton zeichnete Sergey Martynyuk verantwortlich, für das Kostümbild Theresa Ebner-Lazek und für das Szenenbild Julia Libiseller.

## Auszeichnungen und Nominierungen
- 2017: Thomas-Pluch-Drehbuchpreis – Nominierung für den Hauptpreis[6]
- 2018: Österreichischer Filmpreis 2018 – Nominierung in der Kategorie Beste weibliche Nebenrolle (Gerti Drassl)[7]

## Rezeption
Das Kinomagazin Skip lobte das „sorgfältig zusammengestellte, hochkarätigen Schauspielerensemble“ und beschrieb den Film als „feine Abhandlung über das Wesen der Liebe, ihre mannigfaltigen Erscheinungsformen und die unentrinnbare Macht, die sie über uns menschliche Würsteln hat.“
Das ray Filmmagazin bewertete den Film als „ansehnliches und intensives Beziehungsdrama, erstklassig besetzt [...] allein die Episode, in der Viktoria (Jana McKinnon) mit ihrem Vater (Devid Striesow) nach Italien reist, um dessen alte Tante (Christine Ostermayer) zu besuchen, ist ein dialogisch und inszenatorisches Meisterstück...“.
Die Tageszeitung Die Presse schrieb, dass der Film in vielem vage bliebe:  „Was seine Figuren letztlich wollen, was sie glücklich macht, scheinen sie selbst nicht zu wissen“, bezeichnete die Dialoge als „hölzern“ und urteilte: „Was bleibt, sind konstruierte Verbindungen, allzu erwartbare Wendungen und eine unkonkrete Anspielung auf das überfordernde moderne Leben, in dem irgendwie nichts Bestand hat und irgendwie alles ein bisschen schwierig ist. Also möglicherweise.“